# Phaenicophaeus pyrrhocephalus
Phaenicophaeus pyrrhocephalus е вид птица от семейство Cuculidae. Видът е световно застрашен, със статут Уязвим.

## Разпространение
Видът е разпространен в Шри Ланка.